# آرتور دیون هانا
آرتور دیون هانا (انگلیسی: Arthur Dion Hanna؛ زادهٔ ۷ مارس ۱۹۲۸ – درگذشته ۳ اوت ۲۰۲۱) یک سیاست‌مدار اهل باهاما بود.